# Consultation mémoire
La consultation mémoire permet d'approfondir l'exploration de troubles de la mémoire ou troubles neurocognitifs identifiés par un médecin généraliste. Dans une consultation mémoire, sont reçus les patients présentant des problèmes d'apprentissage, de mémoire, de communication, de compréhension, d'attention, et de concentration, des problèmes d'orientation (spatiaux ou temporels), des perturbations des comportements relationnels, psychoaffectifs et émotionnels.  
Ces problèmes de mémoires ou neurocognitifs peuvent avoir pour origines différentes pathologies telles qu'une pathologie neuro-dégénérative, pathologie vasculaire, maladie inflammatoire du système nerveux, séquelles d’un traumatisme crânien ancien, pathologies psychiatriques (schizophrénie, dépression, trouble bipolaire, anxiété, hypocondrie, etc.) ou autre. 
En 2013, il pouvait être réalisé par exemple les tests suivants durant une consultation mémoire : le Mini-Mental State Examination, le test de l’horloge, le Trail Making Test, le test de fluence verbale, le « Gröber et Buschke ». 

## Fonctions
La consultation mémoire sert à diagnostiquer, rassurer les personnes se plaignant de trouble de la mémoire mais n'ayant pas de pathologie, prescrire la prise en charge de ces troubles et des pathologies associées, identifier les situations nécessitant la consultation de centre mémoire de ressources et de recherche, communiquer avec le médecin traitant, et former les professionnels de santé du domaine.

## Répartitions et utilisation
En 2020, il existe deux types de consultations mémoire:
- A l’hôpital dans l'un des 400 centres français.
- En libéral, chez des médecins libéraux habilités :
  - Spécialiste en neurologie,
  - Spécialiste en psychiatrie,
  - Spécialiste en gériatrie,
  - Médecin titulaire de la capacité gérontologie.

En 2008, 200 000 patients se sont rendus dans une consultation mémoire et le nombre est en augmentation annuelle depuis la création de ces consultations.